# Вромос
Вижте пояснителната страница за други значения на Вромос.
Вромос е залив в Черно море, сред последните неурбанизирани крайбрежни части от Българското Черноморие.
Намира се в югоизточната част на Бургаския залив, на запад от град Черноморец и на изток от село Атия. Широк е 3,5 km.

## Наименование
Има няколко теории за произхода на името на залива „Вромос“. Самата дума идва от гръцки език и буквално означава „смрадлив“, „миришещ лошо“, което е странно предвид факта че мястото не е характерно с лоша миризма.
Според професор Божидар Димитров една от възможните версии за името на залива е свързана с древната история разиграла се на това място. През 513 г. се вдига въстание срещу византийския император, ръководено от Виталиан – командващ федеративните войски на балканския полуостров. Лагерът на Виталиан се е намирал при Анхиало близо до днешния град Поморие, където пълководеца ръководил многохилядната си армия. За да потуши въстанието, император Анастасий I изпратил огромна войска (между 60 и 80 хиляди души), начело с племенника си Ипатий. Двете армии се изправят една срещу друга при Акра (в близост до днешния град Черноморец), а в битката загиват почти цялата войска на Византия. Телата на загиналите не били погребани, и дълги години гниели и миришели. Тази история е една от възможностите, този иначе див залив да носи името „смрадлив“.
Друга теория също на професор Божидар Димитров, за произхода на името Вромос е идва от факта, че заливът в миналото е бил използван като пункт за товарене на жив добитък. За да не влизат животните в града и да цапат улиците с екскременти, са били определяни такива пунктове в близост до големите пристанища. Пунктът е събирал и извозвал стотици години живи животни, а миризмата вероятно е била лоша – от където може би идва и името „смрадливия залив“.
Според трета теория в района на залива и плажа, расте морски (пясъчен) овес. На гръцки овес се произнася като „вромос“ / „вромис“ (βρώμης) и от там в топографията е останало това име.

## История
Районът около залива е заселен още от дълбока древност.

## Радиация
Добиването на медна руда в близкото село Росен вероятно е източника замърсил плажа с радиоактивни елементи. В залива са били зауствани радиоактивните отпадъци от хвостохранилищата на мината, а първите индикации за повишени радиоактивни показатели датират още от 1970 г., когато Иван Узунов от Физическия факултет на Софийския университет „Св. Климент Охридски“ извършва изследвания и измервания в района. През 1998 г. със средства отпуснати от европейския съюз по програма ФАР, е изградено ново хвостохранилище край минно селище „Росен“, а брегът бил засипан с чист пясък. През 2010 г. националният център по радиобиология и радиационна защита дава оценка, че морската вода отговаря на изискванията за качеството на крайбрежните морски води. Изпълнителната агенция по околна среда обаче е констатирала, че над плажната ивица има два пъти превишаване на допустимия радиационен фон.